# 維尼根

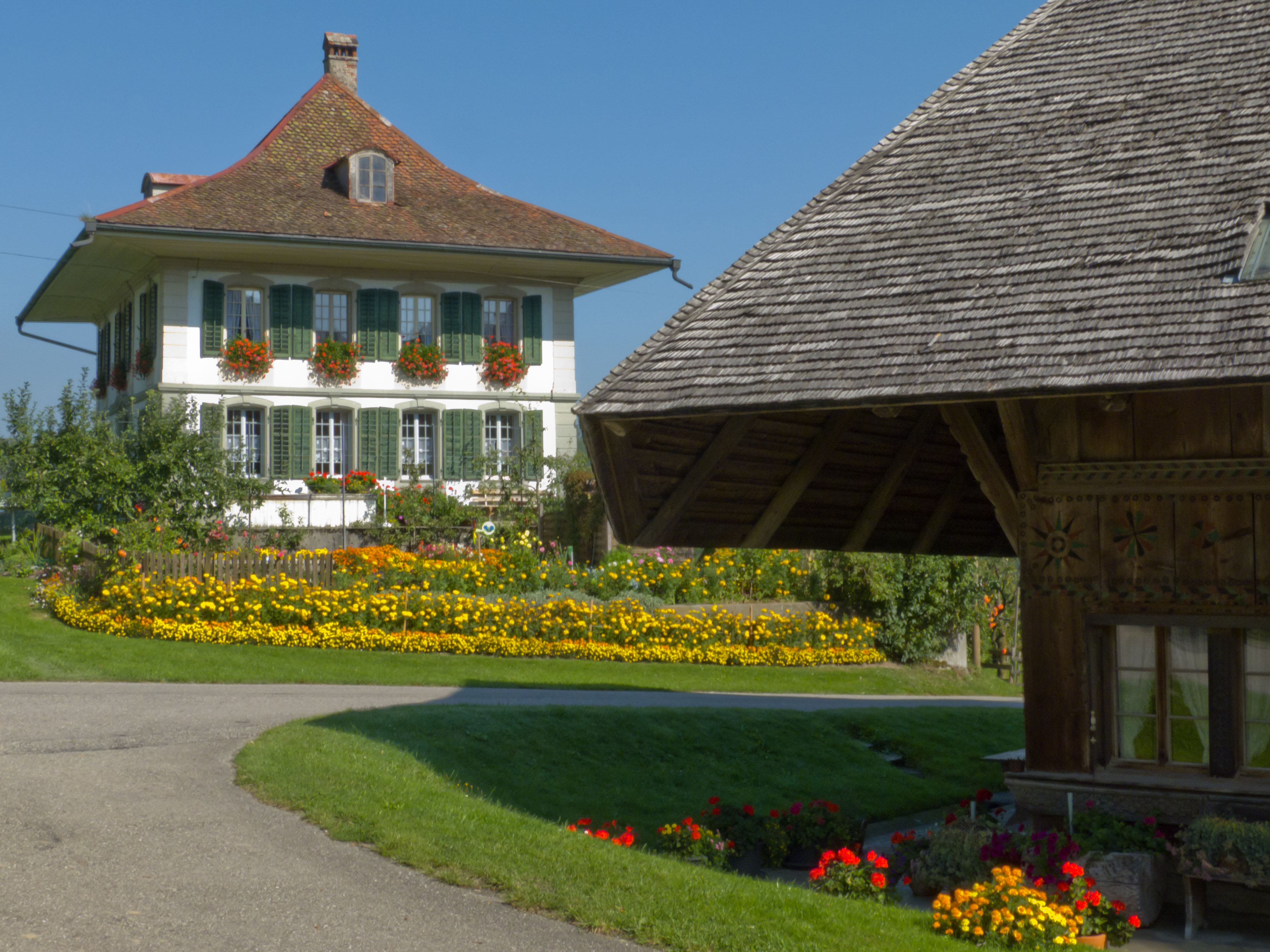

維尼根（Wynigen）是瑞士的城鎮，位於該國中西部，由伯恩州負責管轄，面積28.29平方公里，海拔高度530米，2011年人口2,012，八成人口信奉基督教，人口密度每平方公里71人。